# Édifice La Baie de Winnipeg
L’édifice La Baie de Winnipeg est l'ancien magasin phare de la chaine grand magasin de La Baie d'Hudson au centre-ville de Winnipeg.
Le magasin ouvre ses portes en 1926 et reçoit une désignation patrimoniale de la ville de Winnipeg en 2019.
Conçu par Barott et Blackader dans le style Beaux-Arts, à l'époque c'est le plus grand bâtiment en béton armé coulé du pays. Le bâtiment est fabriqué avec du pierre de Tyndall (en) un calcaire local qui lui donne son apparence distinctive,.
Le 22 avril 2022, en reconnaissance de ses racines dans la traite des fourrures et de l'implication historique de la Compagnie de la Baie d'Hudson auprès des peuples autochtones, l'entreprise fait don de cet édifice emblématique de Winnipeg à un groupe des Premières Nations en guise d'acte de réconciliation.
Le bâtiment de 655 000 pieds carrés est donné à la Southern Chiefs Organization, une organisation politique tribale Anichinabés qui représente 34 communautés des Premières Nations du Manitoba (en).
L'entreprise est également très motivée pour se débarrasser du bâtiment pour ses propres raisons. Si La Baie restait propriétaire, elle serait responsable de son entretien. De plus, les trois paliers de gouvernement ne sont pas prêts à laisser le monolithe de six étages vide à perpétuité, comme d'autres édifices patrimoniaux à Winnipeg.

## Transformation
Le titre de travail du projet est Wehwehneh Bahgahkinahgohn, qui signifie « c’est visible » en anishinaabemowin (ojibwé). L’immeuble de six étages sera transformé pour inclure près de 300 logements, une garderie, un musée, une galerie d’art et des restaurants. Il existe également des projets pour un centre de santé qui englobera à la fois les pratiques médicales occidentales et traditionnelles ainsi que pour un jardin sur le toit. La façade historique du bâtiment patrimonial sera préservée.
Le coût projeté du projet de redéveloppement est de 130 millions de dollars, avec 100 millions de dollars accordés par les trois paliers de gouvernement.
En mars 2023, le bâtiment est officiellement transféré à la Southern Chiefs Organization, avec pour objectif une ouverture en 2026.